# Pamela (fartyg)
Pamela är ett svenskt k-märkt fraktfartyg.
Pamela byggdes 1916 på Bröderna Olssons Båtvarv i Skredsvik. Hon var ursprungligen riggad som galeas och från 1944 jaktriggad. Hon har gått i svensk fraktfart, bland annat som Gubben med last av silltunnor för Gubbens sillfabrik i Lysekil.